# ブラッド・ホース
ブラッド・ホース（英: The Blood-Horse）は、ブラッドホースパブリケーションズ社が発行しているアメリカ合衆国の週刊競馬情報誌。1916年の創刊で、北米では最も古い競馬情報誌である。
主に競馬の競走に関する予想や分析、業界情報、討論、社説などが掲載されており、また馬産・農場管理に関する話題なども取り扱っている。競馬界の国際的なニュースを取り扱う雑誌でもあり、世界の競馬情勢などを知る上での重要な情報源として、アメリカ内外の競馬業界で広く知られている。
日本での発行は無いが、日本で発行されている競馬情報誌のなかにはブラッド・ホースからの寄稿を掲載しているものもある。また、日本でケンタッキーダービー馬ファーディナンドが廃用にされていたことが発覚したのもブラッド・ホースの記者の調査によるもので、日本の競馬業界の暗部に一石を投じている。
なお、オーストラリアでは「オーストラリアンブラッドホースレビュー」という競馬情報誌が発行されていたが、同誌とは特に関係はない。